# Ulisse Aldrovandi

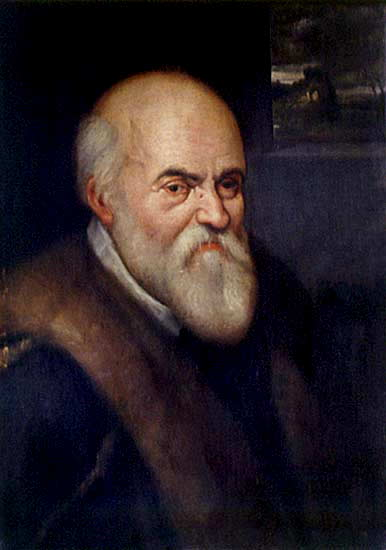
Ulisse Aldrovandi, porträtiert von Agostino Carracci

Ulisse Aldrovandi oder Ulysses Aldrovandi (latinisiert auch Ulysses Aldrovandus) (* 11. September 1522 in Bologna; † 4. Mai 1605 ebenda) war ein italienischer Arzt und Biologe.

## Leben
Ulisse Aldrovandi, Sohn adeliger Eltern und Neffe des Papstes Gregor XIII., erlernte zuerst das Kaufmannshandwerk und studierte danach Jura in Bologna. Ab 1542 war er als Jurist in Bologna tätig. 1548/49 studierte er Philosophie und Medizin  in Padua. Im Juni 1549 wurde er der Häresie verdächtigt, zeitweise inhaftiert und bis April 1550 nach Rom gebracht. Dort widmete er sich antiquarischen Studien. Danach kehrte er zurück nach Bologna. Im selben Jahr noch weckte der Pisaner Luca Ghini sein Interesse an der Botanik, im Folgejahr Guillaume Rondelet sein Interesse an der Zoologie.
Im Jahr 1552 wurde Aldrovandi Doktor der Philosophie, 1553 Doktor der Medizin (beides an der Universität Bologna), 1554 wurde er Lektor. 1555 wurde er Professor für Philosophie und 1556 zusammen mit Cesare Odoni Professor für Medizinische Botanik. Zu seinen Schülern gehörte der spätere Marburger Universitätsprofessor Georg Marius. Von 1571 bis 1600 bekleidete Aldrovandi den Lehrstuhl für Medizin an der Bologneser Universität, wo er 1567 den Botanischen Garten gründete, einen der ersten überhaupt.
Aldrovandi unternahm mit seinen Studenten Exkursionen auf die Insel Elba, nach Livorno und in die Veroneser Alpen und legte ein Herbarium sowie ein Naturalienkabinett an. Sein Herbarium wurde für eine Untersuchung der Flora um Bologna und ihrer geschichtlichen Entwicklung herangezogen.
Seine Sammlungen sind im Museum der Universität Bologna im Palazzo Poggi untergebracht.

## Werk
Aus seinem Nachlass entstand eine aus elf Bänden bestehende „Historia animalium“. Er selbst bearbeitete nur die Vögel und die „Insekten“. Die übrigen Bände wurden erst nach seinem Tode durch Johannes Cornelius Uterverius († 1619), Thomas Dempster und Bartholomäus Ambrosinus herausgegeben.
Das Werk erschien unter folgenden Titeln:
- Ornithologiae libri XII (Bologna 1599–1603, 3 Bände; zuletzt Bologna 1861);
- De animalibus insectis libri septem (1602, zuletzt 1638);
- De reliquis animalibus exsanguinibus libri IV (1606, zuletzt 1654).

## Ehrungen
Ihm zu Ehren erhielt die Wasserfalle (Aldrovanda vesiculosa) ihren botanischen Gattungsnamen Aldrovanda. Ebenfalls nach ihm benannt sind die Dorsa Aldrovandi auf dem Erdmond.

## Schriften (Auswahl)
- Tutte le statue antiche, che in Roma in diversi luoghi, e case particolari si veggono. In: Lucio Mauro: Le antichità della città di Roma, brevissimamente raccolte da chiunque hà scritto, ò antico, ò moderno; per Lucio Mauro, che hà voluto particolarmente tutti questi luoghi vedere; onde hà corretti molti errori, che ne li altri scrittori di queste Antichità si leggono. Appresso, tutte le Statue antiche, che in Roma in diversi luoghi, e case particolari si veggono, raccolte e descritte per M. Ulisse Aldroandi, opera non fatta piu mai da scrittor alcuno, & in questa quarta impressione ricorretta. Venedig 1556, S. 115–315 (Digitalisat).
  - Venedig 1558 (Digitalisat).
  - Venedig 1562 (Digitalisat).
- Antidotarii Bononiensis, siue de vsitata ratione componendorum, miscendorumque medicamentorum, epitome. Bologna 1574 (Digitalisat).
- Ornithologiae hoc est De auibus historiae libri XII. Bologna 1599 (Digitalisat).
- Ornithologiae tomus alter cum indice copiosissimo. Bologna 1600 (Digitalisat).
- De animalibus insectis libri septem, cum singulorum iconibus ad viuum expressis. Bologna 1602 (Digitalisat).
- Ornithologiae tomus tertius, ac postremus. Bologna 1603 (Digitalisat).
- De reliquis animalibus exanguibus libri quatuor. Bologna 1606 (Digitalisat).
- De piscibus libri V, et De cetis lib. vnus. Bologna 1613 (Digitalisat).
- Quadrupedum omnium bisulcorum historia. Bologna 1621 (Digitalisat).
- Serpentum, et draconum historiae libri duo Bartholomaeus Ambrosinus. Bologna 1640 (Digitalisat).
- Monstrorum historia cum Paralipomenis historiae omnium animalium. Bologna 1642 (Digitalisat, Digitalisat).
- Musaeum metallicum in libros IV distributum Bartholomaeus Ambrosinus. Bologna 1648 (Digitalisat).
- Dendrologiae naturalis scilicet arborum historiae libri duo sylua glandaria, acinosumq. Bologna 1668 (Digitalisat).